# Campidoglio (Little Rock)
Il Campidoglio di Little Rock (in inglese Arkansas State Capitol) è la sede governativa dello Stato dell'Arkansas, negli Stati Uniti d'America.
L'edificio, che si trova a Little Rock, fu costruito tra 1899 e 1915 dall'architetto George Richard Mann in stile neoclassico e rappresenta un tipico esempio di Campidoglio.